# Doroteia Edviges de Brunsvique-Volfembutel
Doroteia Edviges de Brunsvique-Volfembutel (em alemão:  Dorothea Hedwig von Braunschweig-Wolfenbüttel; Volfembutel, 13 de fevereiro de 1587 — Zerbst, 16 de outubro de 1609) foi uma princesa de Brunsvique-Volfembutel por nascimento e princesa consorte de Anhalt-Zerbst pelo seu casamento com Rodolfo, Príncipe de Anhalt-Zerbst.

## Família
Doroteia Edviges foi a única filha de Henrique Júlio, Duque de Brunsvique-Luneburgo e de sua primeira esposa, Doroteia da Saxônia. Os seus avós paternos eram Júlio, Duque de Brunsvique-Volfembutel e Edviges de Brandemburgo. Os seus avós maternos eram Augusto I, Eleitor da Saxónia e a princesa Ana da Dinamarca.
Ela teve dez meio-irmãos pelo segundo casamento de seu pai com a princesa Isabel da Dinamarca, entre eles: Frederico Ulrico, Duque de Brunsvique-Luneburgo, marido de Ana Sofia de Brandemburgo; Sofia Edviges, esposa de Ernesto Casimiro I, Conde de Nassau-Dietz; Edviges, esposa do duque Ulrico da Pomerânia, etc.

## Biografia
Aos dezoito anos, no dia 29 de dezembro de 1605, Doroteia Edviges casou-se com o príncipe Rodolfo, de vinte e nove, em Volfembutel. Ele era filho de Joaquim Ernesto, Príncipe de Anhalt e Leonor de Württemberg.
O casal teve quatro filhas. Em 16 de outubro de 1609, ela morreu ao dar à luz sua última filha, que nasceu natimorta. A princesa foi sepultada na Igreja Bartholomai, em Zerbst.
Seu lema era: "O temor do Senhor é o princípio da sabedoria", frase presente na Bíblia.

## Descendência
- Filha natimorta (outubro de 1606);
- Sofia Doroteia de Anhalt-Zerbst (25 de setembro de 1607 – 26 de setembro de 1634), foi esposa do duque Augusto de Brunsvique-Luneburgo, com quem teve cinco filhos;
- Leonor de Anhalt-Zerbst (10 de novembro de 1608 – 2 de novembro de 1681), foi esposa do duque Frederico de Schleswig-Holstein-Sønderburg-Norburg, com quem teve cinco filhos;
- Filha natimorta (16 de outubro de 1609)